# Cavacoa quintasii
Cavacoa quintasii là một loài thực vật có hoa trong họ Đại kích. Loài này được (Pax & K.Hoffm.) J.Léonard mô tả khoa học đầu tiên năm 1955.